# Lyme Regis

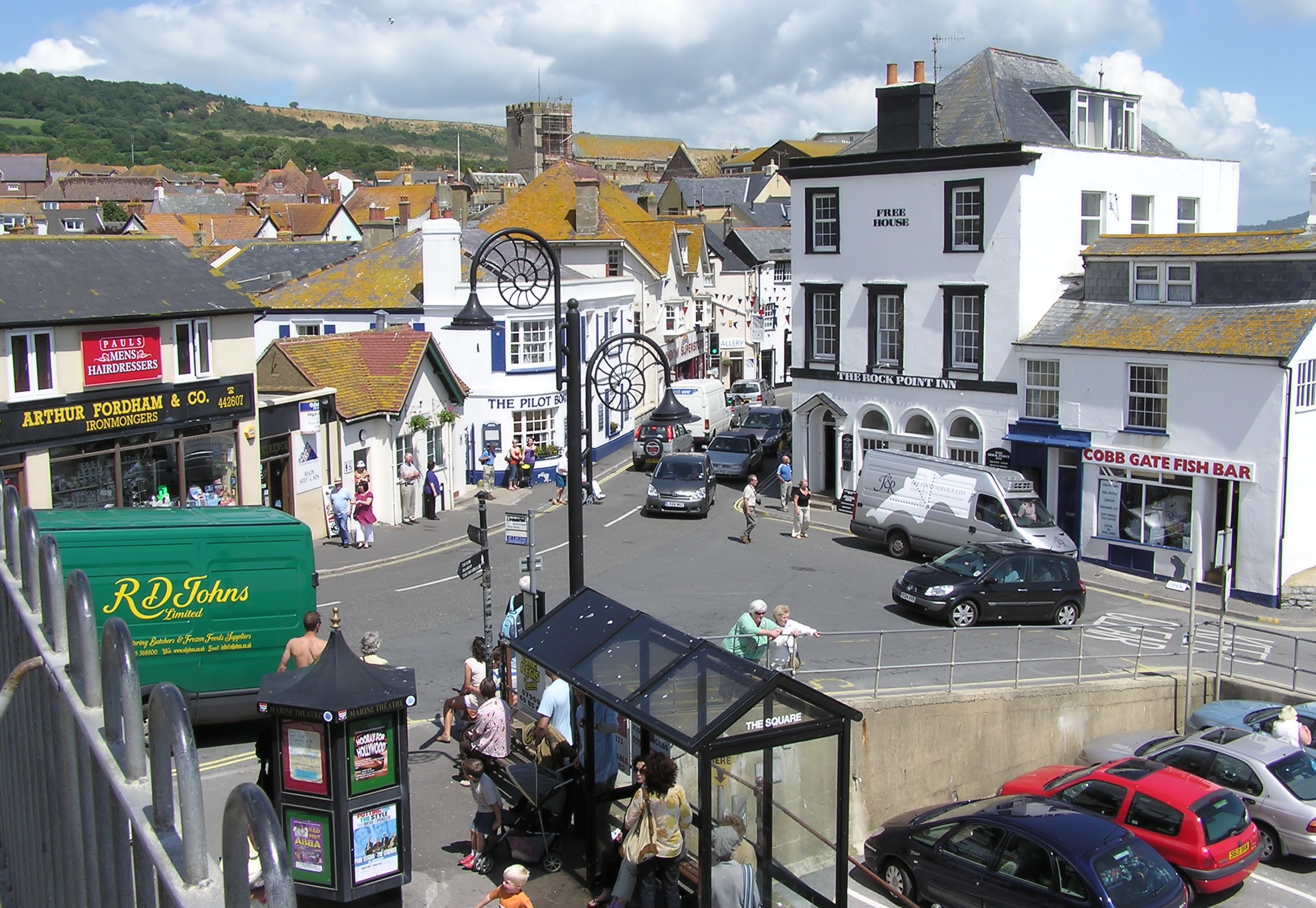
Centrum i Lyme Regis

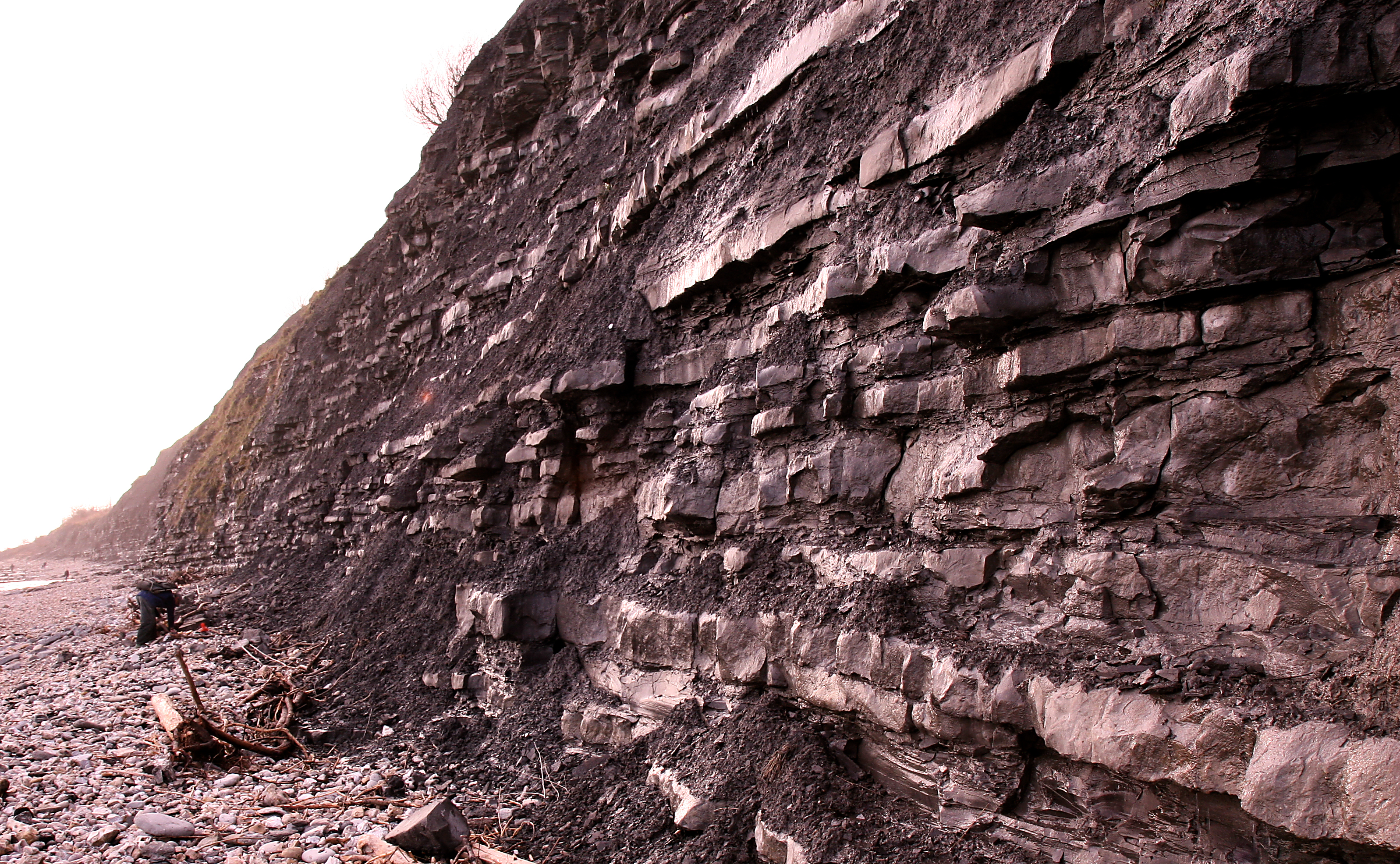
Blue Lias-klipporna vid Lyme Regis

Lyme Regis är en stad med ungefär 4 400 invånare vid Lyme Bay vid Engelska kanalen i västra Dorset i Storbritannien.
Lyme är omnämnt redan 1086 i Domesday Book och var under 1200-talet en av Englands största hamnar. Genom ett kungligt dekret av Edward I 1284 fick staden rätt att lägga till "Regis" (kunglig) i sitt namn.
Staden är berömd för de fossil som hittats i klipporna och på stränderna. Hamnpiren, the Cobb, förekommer i Jane Austens roman Övertalning samt i John Fowles roman Den franske löjtnantens kvinna och filmen med samma namn.

## Geografi
Längs kusten vid Lyme Regis finns en rad klippformationen från de geologiska perioderna Trias, Jura och Krita, vilka omspänner omkring 185 miljoner år. Vid flera platser längs den så kallade "Jurakusten" finns viktiga fyndplatser för fossiler.
I Blue Lias-klippan finns ett stort antal lämningar från tidig Jura-epok, en era från vilken fynd är sällsynta. De är ofta är väl bevarade, med kompletta exemplar av flera intressanta arter. Många av de tidigaste fynden av dinosaurier och andra förhistoriska reptiler gjordes i området vid Lyme Regis, framför allt de som upptäcktes av Mary Anning.

### The Cobb

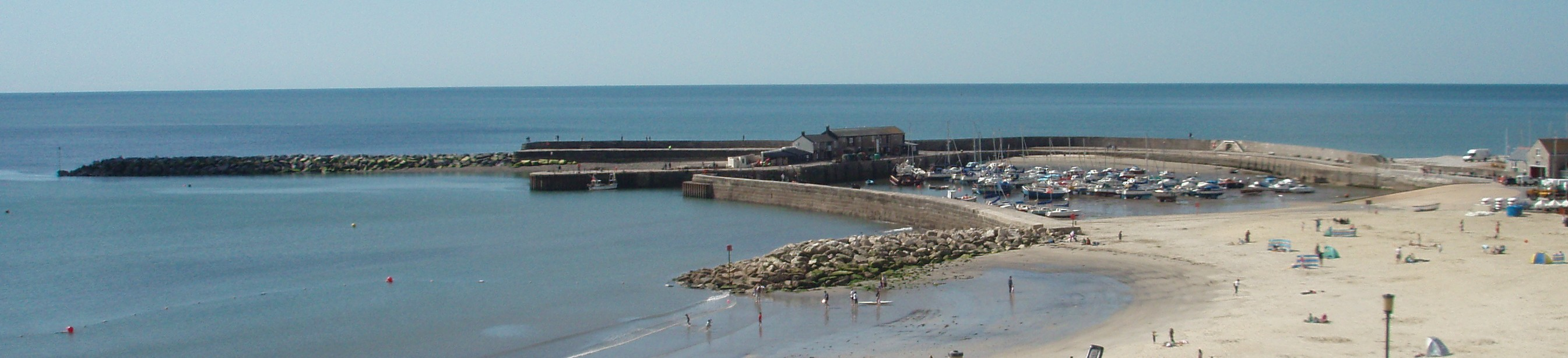
The Cobb, med båtar uppe på land i hamnen vid ebb

Lyme Regis är känt för sin hamnpir, the Cobb, först omnämnd 1328 och till en början uppbyggd av ilandfluten och nedpålad ek med stenbumlingar emellan. Från 1820 har piren varit byggd med betong.
The Cobb tillät stan att utvecklas till en betydande hamn och varvsstad från 1200-talet. Höjdpunkten för skeppsbyggeriet var tiden mellan 1780 och 1850, då omkring ett hundra fartyg sjösattes. Hamnens storhetstid inföll mellan 1500-talet och slutet av 1700-talet. Så sent som 1780 var hamnen större än den i Liverpool. Under 1800-talet blev hamnen för liten för allt större fartyg.

### Lyme Regis Museum
Museet är byggt på den plats där paleontologen Mary Anning föddes och bodde under hela sitt liv. Det har samlingar av lokalt anknutna föremål samt beskrivningar av traktens geologi och palaeontolgiska fyndplatser.